# Diana Urbank
Diana Urbank (* 1967 oder 1970 in der DDR) ist eine deutsche Schauspielerin.

## Leben und Wirken
Diana Urbank absolvierte nach ihrem Schulabschluss Mitte der 1980er-Jahre eine professionelle Schauspielausbildung.
Von 1986 bis 2008 war sie als Schauspielerin vor der Kamera in mehr als 20 Film-und-Fernsehproduktionen zu sehen. Sie hat zu Beginn ihrer Tätigkeit als Schauspielerin in mehreren Fernsehserien des Deutschen Fernsehfunks mitgewirkt, wie beispielsweise in Polizeiruf 110, Der Staatsanwalt hat das Wort, Flugstaffel Meinecke oder in Klein, aber Charlotte.
Einem breiten Publikum bekannt wurde sie vor allem nach der Wende durch ihre Rolle als „Margot Trotzki“ in der Serie Die Trotzkis, wo sie an der Seite von Heinz Rennhack eine der Hauptrollen spielte. Nach nur 13 Folgen und einer Laufzeit von drei Monaten wurde die Serie im März 1994 jedoch wieder eingestellt.
Seit 2009 ist Diana Urbank nicht mehr als Schauspielerin vor der Kamera tätig.

## Filmografie
- 1986: Der Hut des Brigadiers
- 1987: Glück hat seine Zeit
- 1987: Der Staatsanwalt hat das Wort: Himmelblau oder Hans im Glück (TV-Reihe)
- 1988: Polizeiruf 110: Ihr faßt mich nie! (TV-Reihe)
- 1989: Vorher wird gebadet
- 1989: Die gläserne Fackel
- 1989: Der Staatsanwalt hat das Wort: Millionenerben (TV-Reihe)
- 1989: Polizeiruf 110: Unsichtbare Fährten (TV-Reihe)
- 1990: Flugstaffel Meinecke (Fernsehserie, 5 Folgen)
- 1990: Klein, aber Charlotte (Fernsehserie)
- 1993–1994: Die Trotzkis (Fernsehserie)
- 1995: Nich’ mit Leo
- 1997: Freunde fürs Leben (Fernsehserie, 2 Folgen)
- 2002: Liebe ist die halbe Miete
- 2002: Vater braucht eine Frau
- 2003: SOKO Leipzig (Fernsehserie, 1 Folge)
- 2003: Der zweite Frühling
- 2004: Hunger auf Leben
- 2004: Die Kinder meiner Braut
- 2004: Finanzbeamte küsst man nicht
- 2004: Polizeiruf 110: Ein Bild von einem Mörder (TV-Reihe)
- 2005: Tatort: Tiefer Fall
- 2006: Der See der Träume
- 2007: SOKO Wismar (Fernsehserie, 1 Folge)
- 2008: Mamas Flitterwochen